# جون إم. إيفانز (سياسي)
جون إم. إيفانز هو محامي وسياسي أمريكي، ولد في 7 يناير 1863 في سيداليا في الولايات المتحدة، وتوفي في 12 مارس 1946. نشط حزبياً في الحزب الديمقراطي. وقد انتخب عضو مجلس النواب الأمريكي ‏.